# Vuagnatita
La vuagnatita és un mineral de la classe dels silicats, que pertany al grup de l'adelita-descloizita. Va ser descoberta l'any 1975 a Bögürtlencik Tepe, Província de Burdur, a Turquia i rep el seu nom en honor de Marc Bernard Vuagnat (1922 -), professor de geologia de la Universitat de Ginebra.

## Característiques
La vuagnatita és un nesosilicat de fórmula química CaAlSiO₄(OH). Cristal·litza en el sistema ortoròmbic en cristalls prismàtics molt modificats de fins a 3 mm, allargats al llarg de [001] o [100]. El seu color varia d'incolor a blau clar o bronze. La seva duresa a l'escala de Mohs és 6.
Segons la classificació de Nickel-Strunz, la vuagnatita pertany a «09.AG: Estructures de nesosilicats (tetraedres aïllats) amb anions addicionals; cations en coordinació > [6] +- [6]» juntament amb els següents minerals: abswurmbachita, braunita, neltnerita, braunita-II, långbanita, malayaïta, titanita, vanadomalayaïta, natrotitanita, cerita-(Ce), cerita-(La), aluminocerita-(Ce), trimounsita-(Y), yftisita-(Y), sitinakita, kittatinnyita, natisita, paranatisita, törnebohmita-(Ce), törnebohmita-(La), kuliokita-(Y), chantalita, mozartita, hatrurita, jasmundita, afwillita, bultfonteinita, zoltaiïta i tranquillityita.

## Formació i jaciments
La vuagnatita ha estat trobada en dics rodingititzats de gabre pegmatític anortosític que tallen transversalment harzburgita-serpentina en una ofiolita (Muntanyes del Taure, Turquia); i en dics de metagabres rodingititzats en peridotita serpentinitzada (Red Mountain, Califòrnia, Estats Units). Aquestes troballes suggereixen que la formació de la vuagnatita ocorre en condicions de temperatura relativament baixa i alta pressió.
La vuagnatita ha estat trobada al Russian River, Cloverdale, Comtat de Sonoma i a la mina Copper King, Red Mountain, Comtat de Mendocino, a Califòrnia, Estats Units; a Kōchi, Shikoku i Mie, Kinki, Honshu, al Japó; a Livingstone Range, Illa del Sud, a Nova Zelanda; a la mina Wessels, Hotazel, Cap Septentrional, Sud-àfrica i a Bögürtlencik Tepe, Doganbaba, Muntanyes del Taure, Província de Burdur, a Turquia.
Sol trobar-se associada a altres minerals com: chantalita, prehnita, grossulària, vesuvianita, clorita, coure natiu i calcocita.